# Црвено класје
Црвено класје (словен. Rdeče klasje) је југословенски филм из 1970. године, који је режирао и за који је написао сценарио Живојин Павловић по роману На селу (словен. Na kmetih) Јоже Потрча. Припада остварењима црног таласа.

## Радња
Бивши партизан, а после рата омладински активиста, одлази у једно село у Штајерској да од сељака откупи летину и убеди их да уђу у задругу. После привидних успеха и стварних неуспеха, он испуњава партијски задатак. Задруга је основана, али њен настанак није резултат убеђивања, него претњи и уцена. Растрзан тим сазнањем, а интимно несрећан због пораза у љубави, он у тренутку остварења своје друштвене мисије, убија недужног човека.

## Улоге
| Глумац          | Улога      |
| --------------- | ---------- |
| Раде Шербеџија  | Јужек Хедл |
| Ирена Глонар    | Туника     |
| Мајда Грбац     | Хана       |
| Мајда Потокар   | Зефа       |
| Ангелца Хлебце  | Лиза       |
| Арнолд Товорник |            |
| Јоже Зупан      |            |
| Матјаж Турк     |            |
| Макс Фуријан    |            |
| Стане Потиск    |            |
| Милена Мухич    |            |
| Јанез Рохачек   |            |
| Фрањо Блаж      |            |